# Angie e le ricette di Violetta
Angie e le ricette di Violetta es un programa de televisión creado por Disney Channel (Italia) emitido por primera vez el 9 de junio de 2014. La presentadora del programa es Angie (interpretada por María Clara Alonso), la tía de Violetta, quien decide crear un blog con el cual mostrar la realización de diversos platos inspirados en la vida de Violetta, sus amigos y familiares. Con la ayuda de Olga (interpretada por Mirta Wons), podrá llegar a ser una gran cocinera.

## Rodaje
El programa fue rodado en Milán en abril de 2014. Fue grabado originalmente en español, pero el canal de televisión lo dobló al italiano. Posteriormente se ha doblado también a inglés debido a que Disney Channel UK ha emitido el programa bajo el nombre 'Angie's Recipes Special'

## Presentadoras
- Clara Alonso como Angie - Cocina los platos y presenta el programa.
- Mirta Wons como Olga - Le da consejos a Angie sobre cómo preparar sus platos.

## Temporadas
| Temporada | Temporada | Episodios | Italia             | Italia             | España               | España | Reino Unido        | Reino Unido | Francia                 | Francia |
| Temporada | Temporada | Episodios | Comienzo           | Final              | Comienzo             | Final  | Comienzo           | Final       | Comienzo                | Final   |
| --------- | --------- | --------- | ------------------ | ------------------ | -------------------- | ------ | ------------------ | ----------- | ----------------------- | ------- |
|           | 1         | 20        | 9 de junio de 2014 | 4 de julio de 2014 | 17 de agosto de 2015 | —      | 1 de abril de 2015 | —           | 1 de septiembre de 2015 | —       |
|           | 2         | 20        | 8 de junio de 2015 | —                  | —                    | —      | —                  | —           | —                       | —       |

- Datos: Q17592864